# Bittacus erythrostigma
Bittacus erythrostigma is een schorpioenvlieg uit de familie van de hangvliegen (Bittacidae). De wetenschappelijke naam van de soort is voor het eerst geldig gepubliceerd door Byers in 1975.
De soort komt voor in Oeganda en Congo-Kinshasa.